# Jürgen Gallmann
Jürgen F. Gallmann (* 21. Mai 1962) ist ein deutscher Betriebswirt und 
Manager.

## Leben
Gallmann studierte Betriebswirtschaftslehre an der Berufsakademie Lörrach. Sein erster Arbeitgeber war ab den 1980er Jahren die Firma Ciba-Geigy. Von dieser aus wechselte er zu der Ernst & Young Tochter "Ernst & Young Case Services". Nachdem diese in die KnowledgeWare Inc. umfirmierte wechselte Gallmann in die EASEL GmbH, eine Gesellschaft, die sich mit Vmark Software (objektorientierter Programmierung auf Basis von Smalltalk) beschäftigte. 1997 wechselte er zu IBM Deutschland. Dort hatte er im Europäischen Headquarters in Paris als Vizepräsident Data Management die EMEA (Europa, Naher Osten und Afrika)-Verantwortung und fungierte zuletzt als Vizepräsident und Leiter der IBM Software Group Central Region (Deutschland, Österreich und Schweiz).
Danach war Gallmann von November 2002 bis zum 31. Dezember 2006 Vorsitzender der Geschäftsführung der Microsoft Deutschland GmbH in Unterschleißheim. Wegen unterschiedlicher Auffassung über die künftige Ausrichtung der Microsoft Deutschland GmbH gab er den Posten im Oktober 2006 auf und verließ die Firma zum Jahresende 2006.
Vom 2. März 2007 bis 30. November 2009 war Gallmann Vorsitzender der Geschäftsführer der Avaya GmbH & Co. KG, sowie der Avaya Deutschland GmbH, den deutschen Töchtern des US-Telekommunikationskonzerns Avaya. Auch hier gab er wegen unterschiedlicher Auffassung über die künftige Ausrichtung der Gesellschaft den Posten der Geschäftsführung auf.
Zwischen dem 1. Dezember 2009 und dem 23. Mai 2011 war er CEO und Gesellschafter beim Cloud Computing Anbieter visionapp AG. Visionapp AG ist ein Spin-off der Dresdner Bank und hat sich schon seit dem Jahre 2001 mit den Themen Virtualisierung, zentralisierte Anwendungsbereitstellung und Software as a Service (SaaS) beschäftigt. Im Mai 2011 wurde das Unternehmen durch Übernahme Mitglied der Firmengruppe Allen Systems Groups (ASG). Im Zuge der Übernahme ist Gallmann aus dem Vorstand ausgeschieden.
Im Herbst 2011 gründete Gallmann die Cumulus Ventures GmbH, die Venture Capital für Start-Ups im Internet und Software Umfeld zur Verfügung stellt und darüber hinaus Growth Management und M&A Beratung anbietet. Parallel ist er Lehrbeauftragter an der LMU am Lehrstuhl für Betriebswirtschaft, Wirtschaftsinformatik und Neue Medien. Er sitzt im Beirat der UnternehmerTUM, dem Inkubator der TU München. 
Seit Mitte 2012 engagiert sich Jürgen Gallmann als Investor und Beirat beim Münchner Fitness Startup eGym GmbH. EGYM entwickelt vollelektronische Kraftgeräte und betreibt eine gleichnamige Internetplattform für Sportler.
Jürgen Gallmann ist verheiratet und hat zwei Kinder.

## Besonderes
Gallmann ist Mitbegründer des Bildungsprogrammes „WissensWert“ und Initiator der Gründer-Initiative „Unternimm was.“ Gallmann war zudem Mitglied der Microsoft „Senior Leadership Team of the Sales, Marketing and Services Group (SMSG)“.
Neben seinen beruflichen Aktivitäten war Gallmann Mitglied des Präsidiums des „Bundesverband Informationswirtschaft, Telekommunikation und neue Medien (BITKOM)“, Mitglied des Vorstandes im „Münchner Kreis“ und seit 1. Juli 2004 persönliches Mitglied des „Landeskuratoriums Bayern des Stifterverbandes für die Deutsche Wissenschaft“.